# فرانسيس سكوبي
فرانسيس (ديك) سكوبي (بالإنجليزية: Dick Scobee)‏ ، (19 مايو 1939-28 يناير 1986) كان طيارًا ومهندسًا ورائد فضاء أمريكي . قُتل أثناء قيادته لمكوك الفضاء تشالنجر في عام 1986 ، والذي عانى من فشل كارثي في التعزيز أثناء إطلاق مهمة STS-51-L.
حصل على بكالوريوس العلوم في هندسة الطيران والفضاء. كان ميكانيكي محركات ترددية في سلاح الجو الأمريكي وعمل طياراً مقاتلاً في حرب فيتنام.
اختير لفيلق رواد الفضاء التابع لناسا في يناير 1978 ، أكمل سكوبي تدريبه في أغسطس 1979. أثناء انتظاره أول مهمة طيران فضاء مدارية ، عمل كطيار مدرب لطائرة حاملة المكوك 747. في أبريل 1984 ، قاد مهمة تشالنجر STS-41-C ، والتي نجحت في نشر قمر صناعي واحد وإصلاح آخر.